# Kde domov můj

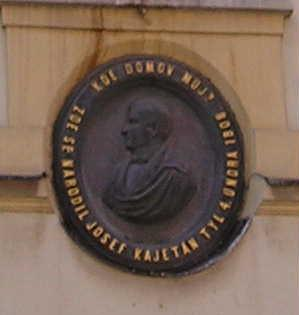
Beeld in de muur in een huis in Kutná Hora, met Jozef Kajetan Tyl, en Kde domov Muj erop.

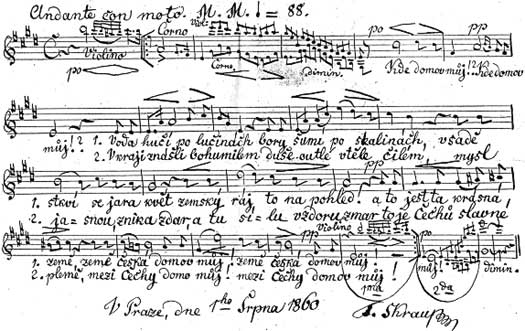
Manuscript van de partituur

Kde domov můj (Waar is mijn thuis) is het volkslied van Tsjechië.
Het lied is afkomstig van het theaterstuk Fidlovačka aneb žádný hněv a žádná rvačka (Fidlovačka, oftewel geen boosheid en geen ruzie), geschreven door Josef Kajetán Tyl. De muziek van het lied is gecomponeerd door František Škroup. Dit theaterstuk werd voor het eerst opgevoerd op 21 december 1834 in Praag. Er gaat het verhaal dat Josef Kajetán Tyl het lied uit het theaterstuk wilde schrappen, omdat hij het niet erg geslaagd vond, maar František Škroup overreedde hem om het lied te behouden.
In het theaterstuk heeft het lied twee coupletten, maar alleen het eerste couplet wordt gebruikt als volkslied, het tweede couplet is vrijwel vergeten.
Rond 1870 was er veel discussie over de kwaliteit van Kde domov můj als volkslied. De dichter Jan Neruda verzocht Bedřich Smetana om een nieuw volkslied te componeren. Bedřich Smetana sloeg dat af met de argumentatie dat het lied dat het volk als volkslied kiest, ook het volkslied zal zijn. In 1920 werd het lied het officiële volkslied door een regeringsbesluit.
In het voormalige Tsjecho-Slowakije was dit het eerste deel van het volkslied. Het werd gevolgd door een Slowaaks deel (Nad Tatrou sa blýska). Bij de scheiding van de landen in 1993 behield elk land alleen zijn eigen deel.
| Tsjechische tekst | Nederlandse vertaling |
| Kde domov můj, kde domov můj? Voda hučí po lučinách, Bory šumí po skalinách, V sadě skví se jara květ, Zemský ráj to na pohled! A to je ta krásná země, Země česká, domov můj, Země česká, domov můj! | Waar (is) mijn thuis, Waar (is) mijn thuis? Water bruist door de weiden, Dennenbossen ruisen over de rotsen, In de tuin glanst de lentebloesem, Aanblik van het aardse paradijs! En dat is dat mooie land, Tsjechische land, mijn thuis, Tsjechische land, mijn thuis! |